# 神行蛋葆
神行蛋葆（英語：GoGo Tomago），本名田中玲子（Reiko Tanaka，田中玲子），是漫威漫畫中的虛構超級英雄角色，由史蒂文·T·塞格爾和鄧肯·魯洛共同創作。神行蛋葆首次於《太陽火與大英雄天團》#1中登場。

## 其他媒體

### 電影
在改編電影中，神行蛋葆由鄭智麟配音。電影中，她的民族被改為韓裔美國人。神行蛋葆性格強硬，喜愛運動和不太健談，負責在舊京山技術研究所研發電磁輪軸。

### 電視
在電視影集中，鍾回歸聲演角色。

## 外部連結
- Go Go Tomago （页面存档备份，存于） 漫畫書數據庫